# New York Mills (Minnesota)
New York Mills es una ciudad ubicada en el condado de Otter Tail en el estado estadounidense de Minnesota. En el Censo de 2010 tenía una población de 1199 habitantes y una densidad poblacional de 356,1 personas por km².

## Geografía
New York Mills se encuentra ubicada en las coordenadas 46°31′11″N 95°22′22″O / 46.51972, -95.37278. Según la Oficina del Censo de los Estados Unidos, New York Mills tiene una superficie total de 3.37 km², de la cual 3.36 km² corresponden a tierra firme y (0.23%) 0.01 km² es agua.

## Demografía
Según el censo de 2010, había 1199 personas residiendo en New York Mills. La densidad de población era de 356,1 hab./km². De los 1199 habitantes, New York Mills estaba compuesto por el 94.83% blancos, el 0.25% eran afroamericanos, el 1.75% eran amerindios, el 0% eran asiáticos, el 0% eran isleños del Pacífico, el 0.33% eran de otras razas y el 2.84% pertenecían a dos o más razas. Del total de la población el 1.75% eran hispanos o latinos de cualquier raza.